# Руфіно Тамайо
Руфіно Тама́йо (ісп. Rufino Tamayo; 26 серпня 1899 Оахака-де-Хуарес — 24 червня 1991, Мехіко) — мексиканський живописець (представник мексиканського муралізму) і педагог.

## Життєпис
Народився 26 серпня 1899 року в місті Оахаці (штат Оахака, Мексика). За походженням — з індіанців сапотеків. З 1907 року мешкав у Мехіко, де протягом 1917—1918 років навчався в Академії Сан-Карлос.
З 1928 року — професор Академії Сан-Карлос. З 1938 року мешкав у Нью-Йорку, де викладав у школі Далтона. Багаторазово відвідував Європу.
Помер у Мехіко 24 червня 1991 року.

## Творчість
Склався під впливом Анрі Матісса, Жоржа Брака і Пабло Пікассо. З 1929 року був лідером мексиканського модернізму. Серед робіт:
станковий живопис
- «Звірі» (1941, Музей сучасного мистецтва у Нью-Йорку);
- «Музиканти, що сплять» (1950, Музей сучасного мистецтва Мехіко);

розписи у
- Національній консерваторії в Мехіко (1933, фреска);
- бібліотеці Сміт-коледжу у Нортгемптоні в США (1943, фреска);
- Палаці образотворчих мистецтв у Мехіко (1952—1953, панно);
- Будівлі ЮНЕСКО в Парижі (1958, піроксилін).